# Касик гірський
Касик гірський (Cacicus chrysonotus) — вид горобцеподібних птахів родини трупіалових (Icteridae). Мешкає в Перу і Болівії. Раніше вважався конспецифічним з жовтогузим касиком.

## Поширення і екологія
Гірські касики живуть у вологих гірських тропічних лісах Анд. Зустрічаються на висоті від 1800 до 3300 м над рівнем моря.